# Vérjneye Buu
Vérjneye Buu (del ruso: Верхнее Буу) es un seló del distrito de Lázarevskoye de la unidad municipal de la ciudad de Sochi del krai de Krasnodar, en el sur de Rusia. Está situado en las colinas a orillas del curso medio del río Buu, 23 km al noroeste del centro de Sochi y 149 km al sureste de Krasnodar, la capital del krai. Tenía 908 habitantes en 2010, la mayor parte de los cuales eran de etnia armenia.
Pertenece al ókrug rural Verjnelooski.

## Historia
La localidad fue fundada en las décadas de 1880-1890 por inmigrantes armenios procedentes del Imperio otomano. Entre el 26 de diciembre de 1962 y el 16 de enero de 1965 perteneció al raión de Tuapsé.

## Economía y transporte
Alrededor de la localidad hay plantaciones de té. 3,5 km al sur de la localidad se halla la plataforma ferroviaria de Vardané de la línea Tuapsé-Sujumi de la red del ferrocarril del Cáucaso Norte y la carretera federal M27 Dzhubga-frontera abjasa.